# Miro Lacasse
Pour les articles homonymes, voir Lacasse.
Miro Lacasse est un acteur québécois actif au théâtre, au cinéma et à la télévision. Diplômé de l'École nationale de théâtre du Canada, il est reconnu pour sa polyvalence artistique et sa participation à des productions d'envergure, tant au Québec qu’à l’international.

## Théâtre
Lacasse a participé à de nombreuses productions théâtrales au Québec. Il a joué dans Parade du temps qui passe (Nouveau Théâtre Expérimental), sous la direction de Jean-Pierre Ronfard et Alexis Martin, ainsi que dans Littoral de Wajdi Mouawad (Théâtre Ô Parleur) et Trainspotting au Théâtre de Quat'Sous, également dirigé par Mouawad. Il a aussi été dirigé par René Richard Cyr dans Marco chaussait des dix (Théâtre PàP), et par Yves Desgagnés dans La Nuit des rois au Théâtre du Nouveau Monde.
De 2004 à 2010, il rejoint le Cirque du Soleil à Las Vegas pour incarner un rôle dans Kà, une production mise en scène par Robert Lepage présentée au MGM Grand,.
En 2018, il a incarné le personnage de l'Alter Ego dans Another Brick in the Wall : L'opéra, une production mise en scène par Dominic Champagne et présentée à l'Opéra de Montréal.

## Filmographie
Lacasse a tenu divers rôles dans longs métrages et des séries :

### Cinéma
- 2002 : Les Dangereux : Bing, réalisation de Louis Saïa;
- 2002 : Beyrouth, Littoral : Lui-même, réalisation d'Agnès Ravez et Philippe Rouy
- 2004 : Le Bonheur c'est une chanson triste : Stéphan, réalisation de François Delisle
- 2004 : Littoral : Massi, réalisation de Wajdi Mouawad
- 2005 : Kà Extrême : FC et lui-même, réalisation de Gabriel Dubé-Dupuis
- 2015 : La Peur : Capitaine Pasquier, réalisation de Damien Odoul
- 2015 : La Voce : Edgard, réalisation de David Uloth
- 2017 : Hochelaga, terre des âmes : Père Migneau, réalisation de François Girard
- 2019 : It Must Be Heaven : Deathman, réalisation d'Elia Suleiman
- 2019 : Dérive : Assureur, réalisation de David Uloth et Chloé Cinq-Mars
- 2020 : La déesse des mouches à feu : Professeur de biologie, réalisation d'Anaïs Barbeau-Lavalette

### Télévision
- 2006 : CSI: Las Vegas, saison 7 épisode 1 (Built to Kill) : CS, réalisation de Kenneth Fink
- 2012 : Tout sur moi, saison 5 épisode 9 : Le podophile, réalisation de Stéphane Lapointe
- 2012 : Les Rescapés, saison 2 : Stéphane, réalisation de Francis Leclerc
- 2014 : La théorie du K.O. : Sylvain, réalisation de Stéphane Lapointe
- 2019 : L'heure bleue, saison 4 : Le messager, réalisation d'Anne De Léan
- 2020 : Mon fils : Louis Aubert, réalisation de Marieloup Wolfe
- 2020 : Faits divers, saison 3 : Piquette, réalisation de Stéphane Lapointe
- 2020 : Escouade 99 : Oui? Merci!, réalisation de Patrick Huard

## Distinctions
Miro Lacasse a reçu en 2016 le prix du Meilleur acteur au Festival international du film de Sapporo pour sa performance dans le court-métrage La Voce.